# Methanoplanus
En taxonomía, Methanoplanus es un género dentro de Methanomicrobiaceae, que contiene tres especies de arqueas metanógenas.  Las células son cocos de forma irregular, tienden a teñirse Gram-negativa y no forman endosporas.

## Otras lecturas

### Revistas científicas
- Wildgruber G; Thomm M Konig H; Ober K; Ricchiuto T et al. (1982). «Methanoplanus limicola, a plate-shaped methanogen representing a novel family, the Methanoplanaceae». Arch. Microbiol. 132: 31-36. doi:10.1007/BF00690813.
- Balch WE; Fox GE; Magrum LJ; Woses CR et al. (1979). «Methanogens: reevaluation of a unique biological group». Microbiol. Rev. 43 (2): 260-296. PMC 281474. PMID 390357.

### Bases de datos científicos
- PubMed
- PubMed Central
- Google Scholar